# Aulo Postúmio Albino (cônsul em 242 a.C.)
Aulo Postúmio Albino (em latim: Aulus Postumius Albinus) foi um político da gente Postúmia da República Romana eleito cônsul em 242 a.C. com Caio Lutácio Cátulo. Lúcio Postúmio Albino, cônsul em 234 e 229 a.C., era seu filho.

## Consulado (242 a.C.)
Aulo Postúmio foi eleito com Caio Lutácio Cátulo em 242 a.C., o vigésimo-terceiro ano da Primeira Guerra Púnica. Enquanto seu colega se cobria de glórias na Sicília ao vencer a Batalha das ilhas Égadas, Postúmio foi obrigado, contra sua vontade, a permanecer em Roma pelo pontífice máximo Lúcio Cecílio Metelo pois acumulava o cargo de flâmine de Marte. Para substituí-lo, o pretor Quinto Valério Falto foi nomeado e acompanhou Cátulo na campanha.

## Censor (234 a.C.)
Foi censor em 234 a.C. juntamente com Caio Atílio Bulbo.